# Карасартова, Койсун
Койсун Карасартова (1926—2009) — киргизская и советская актриса театра и кино, певица. Заслуженная артистка Киргизской ССР (1979). Народный артист Кыргызской Республики (1997).

## Биография
С 14 лет выступала на сцене Нарынского колхозно-совхозного театра. В 1941—1951 и 1951—1960 — актриса Иссык-Кульского драмтеатра (ныне Иссык-Кульский областной музыкально-драматический театр им. Касымалы Джантошева), в 1961—1995 — актриса Нарынского областного музыкально-драматического театра.
Выступая в спектаклях разных жанров классических зарубежных, советских и киргизских авторов, воплотила на сцене сотни художественных образов.
Ырчылар — профессиональная киргизская певица. Исполняла произведения узбекских, киргизских, казахских и уйгурских композиторов, народные песни.
Снималась в кино.

## Избранная фильмография
- 1985 — Лунная ведьма — ведьма

С 1948 г. жена народного артиста Киргизской ССР Сейитказы Андабекова. У них родились 4 сына и 3 дочери.

## Награды
- Заслуженный артист Киргизской ССР (1979)
- Народный артист Кыргызской Республики (1997)
- медали.